# Мизийски бук
Мизийският бук (Fagus sylvatica ssp. moesiaca, Fagus × taurica), известен още като кримски бук и балкански бук, е вид бук. Смята се, че е хибрид между източен бук (Fagus orientalis) и обикновен бук (Fagus sylvatica), но връзките между евразийските букове все още не са изяснени и може да се окаже по-близък до източния вид.

## Етимология
Названието „мизийски“ произлиза от района, в който е разпространен – Мизия (на латински: Moesia, чете се „моисиа“).

## Разпространение в България
Мизийският бук е разпространени почти в цяла България, главно в по-ниските части на северните склонове в района на Предбалкана и други части на страната. Гори от мизийски бук се срещат в Стара планина, Предбалкан, Родопите, Витоша, Голо бърдо, Люлин, Руй планина, Лозенска планина, Беласица, Влахина, Конявска, Средна гора и Пирин, до около 1000 (1300) м надм. вис. В Дунавската равнина и Предбалкана отделни фрагменти слизат и до около 100 м надм. височина.
Резерват „Букака“ заемащ площ от 64 хектара в централната част на природен парт „Шуменско плато“ е горски масив обявен за опазване на съществуващата над стогодишна букова гора съставена от вида мизийски бук.
В повечето случаи мизийският бук образува монодоминантни фитоценози. В тревната покривка напролет обилно се срещат пролетни, предимно луковични растения – обикновен синчец (Scilla bifolia), кучешки зъб (Erythronium denscanis), Isopyrum thalictroides, лютиковидна съсънка (Anemone ranunculoides), гълъбови очички (Anemone hepatica) и др.